# Rząd Gediminasa Kirkilasa
Rząd Gediminasa Kirkilasa – czternasty rząd Republiki Litewskiej od ogłoszenia niepodległości w 1990.
Gediminas Kirkilas otrzymał nominację na stanowisko premiera 4 lipca 2006. 12 lipca 2006 skład rządu został zatwierdzony przez prezydenta. 18 lipca 2006 gabinet rozpoczął funkcjonowanie wraz z udzieleniem aprobaty dla programu rządu przez Sejm.
Rząd był popierany przez koalicję czterech ugrupowań: Litewskiej Partii Socjaldemokratycznej (LSDP), Partii Demokracji Obywatelskiej (PDP), Litewskiego Ludowego Związku Chłopskiego (LVLS) oraz Związku Liberałów i Centrum (LiCS). W styczniu 2008 do koalicji dołączył Nowy Związek (NS).
Rząd podał się do dymisji po kolejnych wyborach w 2008, ministrowie swoje obowiązki wykonywali do 9 grudnia 2008, tj. do dnia zaakceptowania przez Sejm programu nowego gabinetu.

## Skład rządu
| Funkcja                           | Minister              | Partia | Okres urzędowania | Okres urzędowania |
| Funkcja                           | Minister              | Partia | od                | do                |
| --------------------------------- | --------------------- | ------ | ----------------- | ----------------- |
| premier                           | Gediminas Kirkilas    | LSDP   | 18 lipca 2006     | 9 grudnia 2008    |
| minister edukacji i nauki         | Roma Žakaitienė       | LSDP   | 18 lipca 2006     | 27 maja 2008      |
| minister edukacji i nauki         | Algirdas Monkevičius  | NS     | 27 maja 2008      | 9 grudnia 2008    |
| minister finansów                 | Zigmantas Balčytis    | LSDP   | 18 lipca 2006     | 16 maja 2007      |
| minister finansów                 | Rimantas Šadžius      | LSDP   | 16 maja 2007      | 9 grudnia 2008    |
| minister gospodarki               | Vytas Navickas        | LVLS   | 18 lipca 2006     | 9 grudnia 2008    |
| minister komunikacji              | Algirdas Butkevičius  | LSDP   | 18 lipca 2006     | 9 grudnia 2008    |
| minister kultury                  | Jonas Jučas           | LiCS   | 18 lipca 2006     | 9 grudnia 2008    |
| minister obrony narodowej         | Juozas Olekas         | LSDP   | 18 lipca 2006     | 9 grudnia 2008    |
| minister pracy i opieki socjalnej | Vilija Blinkevičiūtė  | LSDP   | 18 lipca 2006     | 9 grudnia 2008    |
| minister rolnictwa                | Kazimira Prunskienė   | LVLS   | 18 lipca 2006     | 9 grudnia 2008    |
| minister spraw wewnętrznych       | Raimondas Šukys       | LiCS   | 18 lipca 2006     | 10 grudnia 2007   |
| minister spraw wewnętrznych       | Regimantas Čiupaila   | LiCS   | 17 grudnia 2007   | 9 grudnia 2008    |
| minister spraw zagranicznych      | Petras Vaitiekūnas    | LVLS   | 18 lipca 2006     | 9 grudnia 2008    |
| minister sprawiedliwości          | Petras Baguška        | LSDP   | 18 lipca 2006     | 9 grudnia 2008    |
| minister środowiska               | Arūnas Kundrotas      | LSDP   | 18 lipca 2006     | 31 stycznia 2008  |
| minister środowiska               | Artūras Paulauskas    | NS     | 31 stycznia 2008  | 9 grudnia 2008    |
| minister zdrowia                  | Rimvydas Turčinskas   | LSDP   | 18 lipca 2006     | 28 czerwca 2008   |
| minister zdrowia                  | Gediminas Černiauskas | LSDP   | 14 lipca 2008     | 9 grudnia 2008    |